# Makan Dioumassi
Makan Dioumassi, född 21 juli 1972 i Paris, Frankrike, är en fransk före detta basketspelare som tog OS-silver 2000 i Sydney. Detta var Frankrikes första medalj på 52 år i herrbasket vid olympiska sommarspelen. Han har bland annat spelat för det iranska laget Saba Battery BC.